# Zwanowice (Nysa)
Pour l’article homonyme, voir Zwanowice (Brzeg).
Zwanowice est une localité polonaise de la voïvodie d'Opole et du powiat de Nysa.